# 大阿罗约 (加利福尼亚州)
大阿罗约（英語：Arroyo Grande），是美国加利福尼亚州圣路易斯-奥比斯波县下属的一座城市。建市于1911年7月10日，面积大约为5.84平方英里（15.1平方公里）。根据2010年美国人口普查，该市有人口17,252人。